# سیارک ۱۰۰۹۱
سیارک ۱۰۰۹۱ (به انگلیسی: 10091 Bandaisan، نامگذاری:1990VD3) ده هزار و نود و یکمین سیارک کشف شده‌است که در ۱۱ نوامبر ۱۹۹۰ کشف شد.
قدر مطلق سیارک برابر ۱۷٫۸ است.